# Лісок (Полтава)

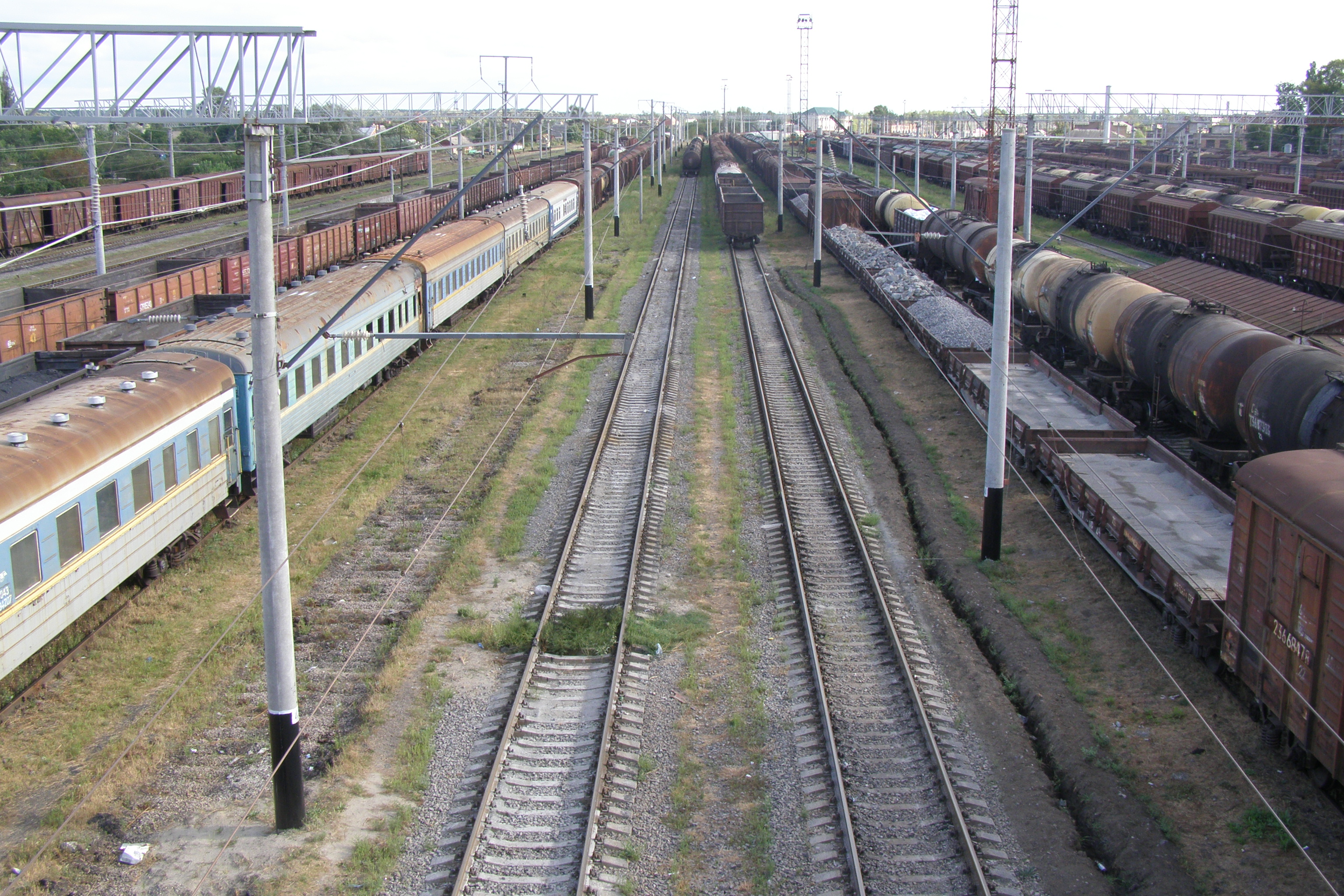
Вантажне вагонне депо. Вид із пішохідного мосту

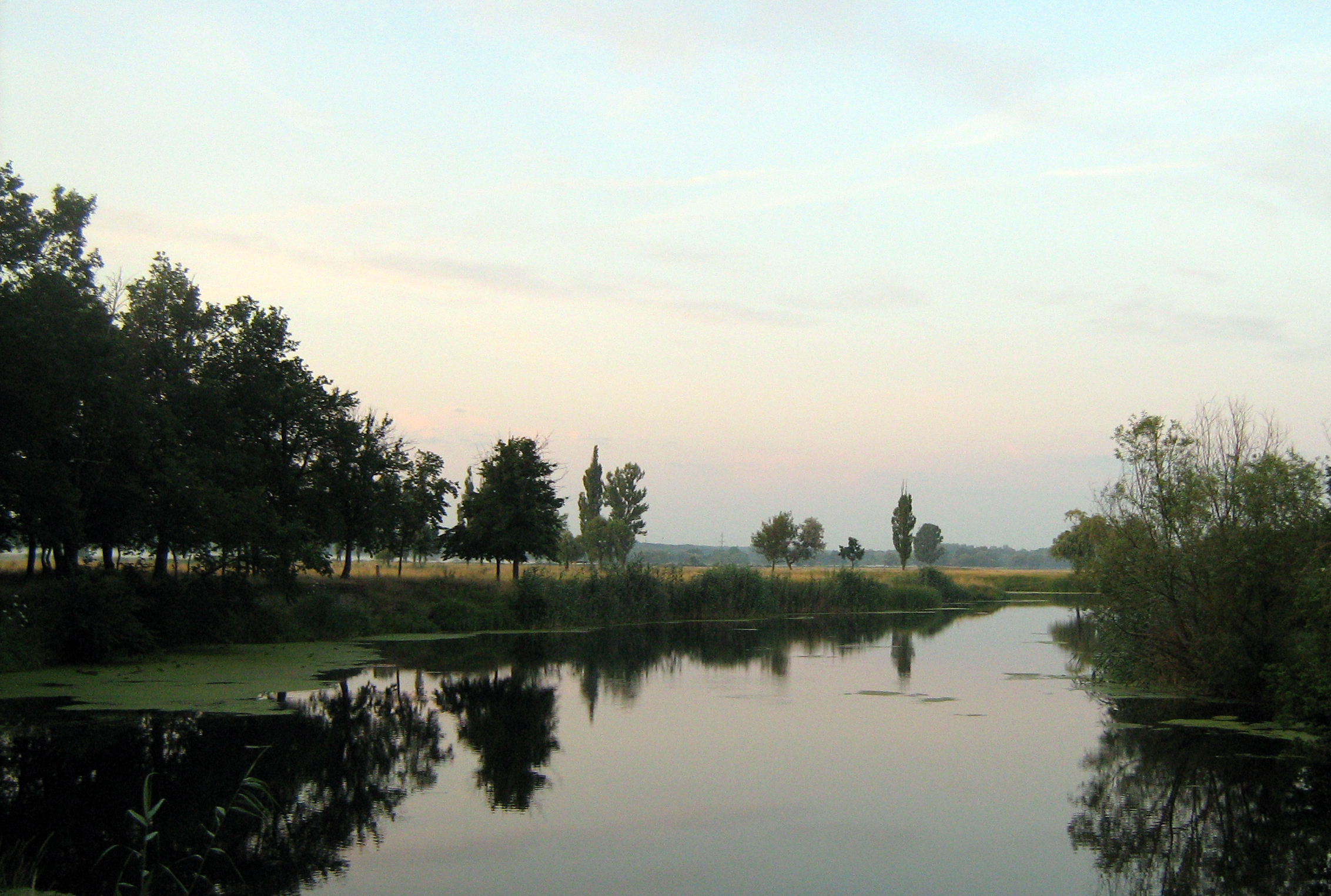
Полтава. Лісок. Вечір на Коломаку

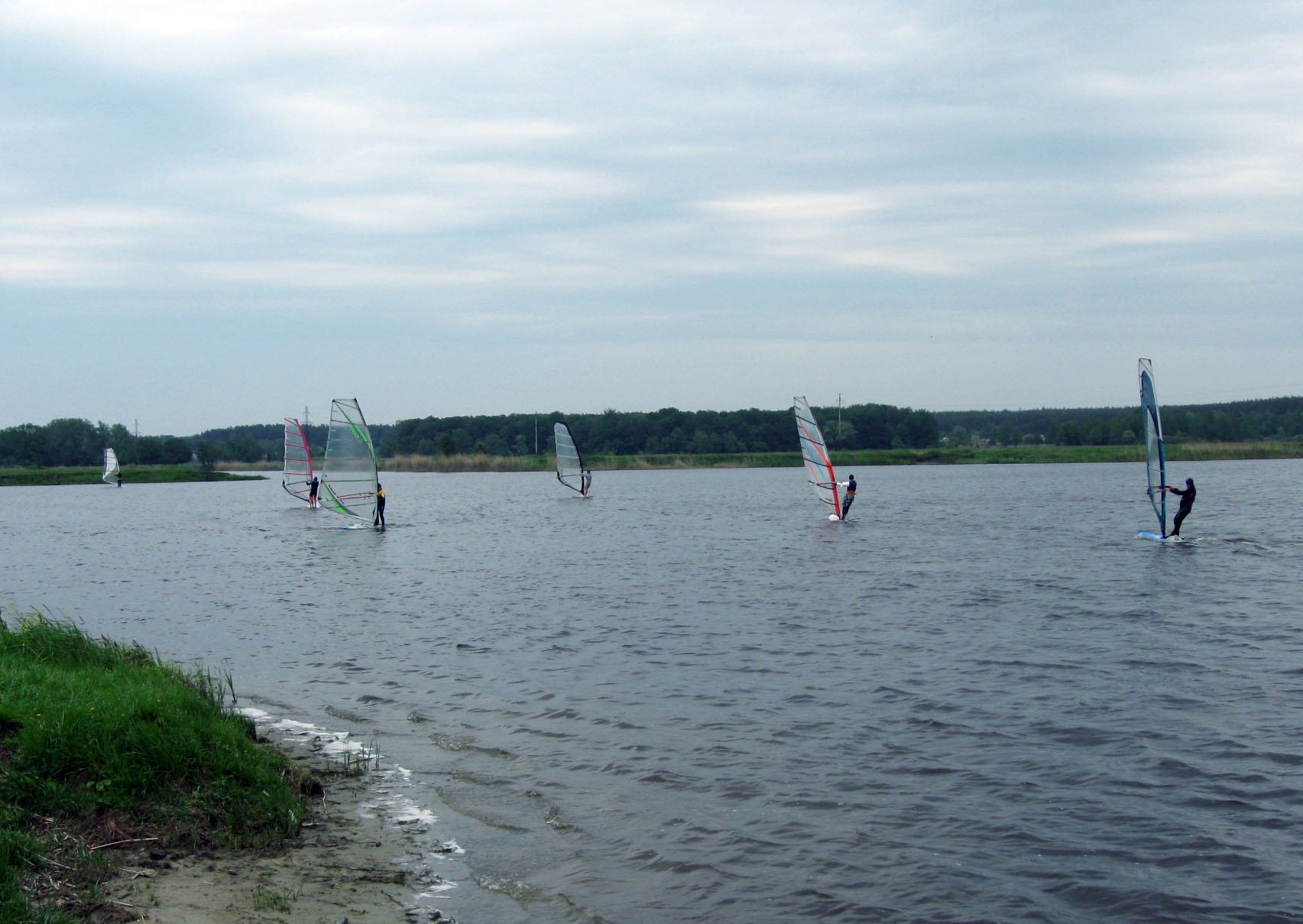
Відкриття сезону віндсерфінгу на Коломаку

Пам'ятник землякам, полеглим в роки Другої світової війни

Лісо́к — селище в Подільському районі Полтави.

## Географія
Селище Лісок розташоване на лівому березі Ворскли, в межиріччі її і Коломака. Місцевість тут низинна, дещо заболочена. До проведення меліоративних робіт у 1980-х роках, селище часто страждало від весняних паводків. Останній великий паводок на Коломаку був у 1976 році, а найбільша повінь, яку пам'ятають старожили, відбулася весною 1942 року.
Свою назву Лісок отримав за велику кількість дібров. Парки і сади становлять значну частину площі селища. Основні породи дерев — дуб, вільха, осика, липа. В садках переважають яблуні, абрикоси, вишні. Останнім часом насаджено багато горіхів.
Природна перлина Ліска — Коломак і штучні озера на ньому. Два озера, річки Коломак і Мурейка та їхні старі русла, які розпалися на невеличкі озерця, утворюють тут маленьку «полтавську Венецію». Майже без води в літню спеку, ці водойми рятують багато вулиць селища від підтоплення під час весняної повені, вбираючи в себе талий сніг.

## Історія
Лісок — колишнє передмістя Полтави. Селище виникло одночасно з початком будівництва залізниці в напрямку Харків — Кременчук. З перших днів експлуатації залізниці виникла необхідність у ремонті рухомого складу. З цією метою на станції Полтава почалося будівництво паровозоремонтних майстерень, які були відкриті 15 березня 1871 року. Разом зі станцією і майстернями в ліску поруч виникло селище залізничників.
У 1926 році селище налічувало 215 дворів та 1264 жителів, а в 1929 році Лісок було включено до адміністративного складу Полтави.

## Населення, адміністративний устрій, гуманітарна сфера
Адміністративно селище входить до складу Подільського району міста. Орган місцевого самоврядування — Селищний комітет розташований на вулиці Харківська, 18.
Сьогодні в Ліску проживає понад 2200 мешканців. Забудова — переважно приватні одно- і двоповерхові будинки. У другій половині 1980-х Полтавська дирекція Південної залізниці на місці старих бараків по вулиці Деповській, побудованих ще на початку 20-го сторіччя, збудувала два п'ятиповерхові будинки для своїх працівників.
У селищі працює дитячий садок «Малятко» (вул. Деповська, 1. Завідувачка — Васіна Л. П.).
Працює 4 магазини.
Працює амбулаторія сімейної медицини №4 КП "ЦПМСД №3 ПМР".

## Транспорт
Раніше на маршруті в Лісок працювали приватні перевізники, однак з 2010 року за програмою Полтавської міськради «Місто без околиць» запущено автобусний маршрут «Критий ринок — Лісок». Автобус комунального підприємства «Полтаваелектроавтотранс» №36  курсує щодня з шостої тридцять ранку до восьмої вчора за графіком. Також курсує приватний рейс з 01.07.2023 та додатковий з 01.02.2024р.
До селища можна дістатися також будь-яким громадським транспортом, що прямує з центру міста в напрямку Дублянщини та Піденного вокзалу. Проїзд до зупинок «Хлібзавод», «Пост-Островок» чи «Переїзд». Проте в такому разі доведеться пішки перетнути залізницю через пішохідний міст (зупинка «Хлібзавод») або регульований залізничний переїзд (зупинка «Переїзд»), що займає приблизно 7-8 хвилин.

## Промисловість
На заході селище межує з залізницею. Тут працюють локомотивне і вагонне депо, тепловозоремонтний завод, приватне підприємство за адресою вулиця Продовольча, 2В.

## Відпочинок
Останні десятиріччя Лісок став улюбленим місцем відпочинку багатьох полтавців. Літній відпочинок на Коломаку — реальна альтернатива пляжам Ворскли: широкі плеса озер і бистрина річки, піщані пляжі і тінисті гайки дають широкий вибір місця відпочинку на будь-який смак. Однак досі в Ліску не обладнано жодного офіційного місця пляжного відпочинку.
Останні декілька років коломацькі озера обрали для своїх регат місцеві віндсерфінгісти. Полюбляють Коломак і рибалки. На річці і в озерах ловиться щука, сом, окунь, плотва, карась, в'юн. У плавнях багато водоплавних птахів — диких качок, чирків, лисок, водяних курочок, чапель. Трапляються гуси, інколи — лебеді.

## Пам'ятники
У декількох сотнях метрів від зони відпочинку на озері, на галявині (кінець вулиці Федора Вовка) — найвизначніше місце цього затишного куточку Полтави — Обеліск загиблим воїнам — мешканцям селища Лісок. Цей пам'ятник був відкритий у 1967 році на кошти жителів селища, які не мали змоги дістатися фактичного місця поховання своїх рідних, що загинули у боях Другої світової війни. Поряд з пам'ятником, за 200 метрів від нього — могила невідомого радянського воїна-розвідника, який загинув у вересні 1943 року при визволенні міста. В 1970 році на могилі встановлено металевий обеліск.
На початку 1980-х років тодішній селищний голова, учасник війни Анатолій Васильович Булавін започаткував традицію відзначати свято Перемоги біля «стели». Вже майже тридцять років мешканці селища підтримують цю традицію, запрошують на заходи земляків-ветеранів, інших почесних гостей.

## Примітки

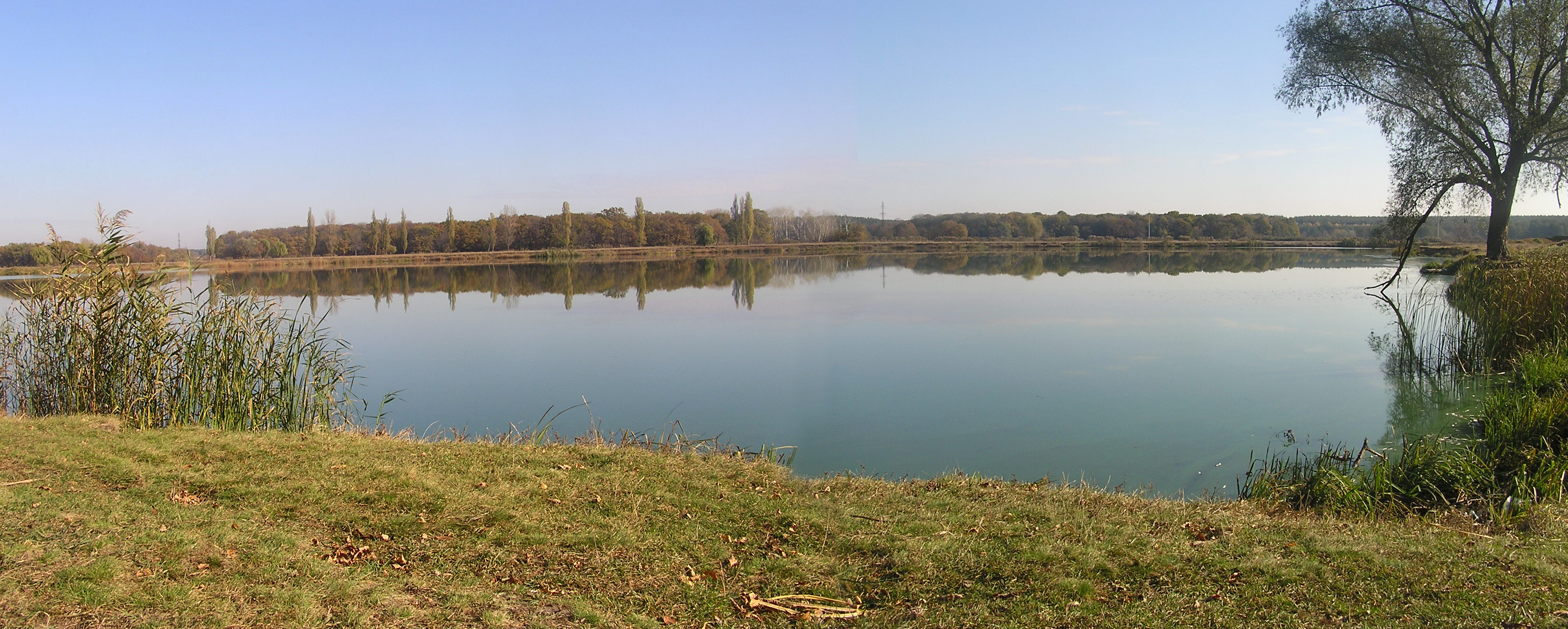
Озеро на Коломаку